# نگاسونیک تین‌ایج ورهد
نگاسونیک تین‌اِیج وُرهِد (به انگلیسی: Negasonic Teenage Warhead) با نام اصلی اِلی فیمیستر، یک شخصیت خیالی ابرقهرمان در کتاب‌های کامیک منتشر شده توسط مارول کامیکس است. شخصیت نگاسونیک تین‌ایج ورهد توسط نویسنده گرانت موریسون و طراح فرنک کوئایتلی خلق شده‌است که برای اولین بار در شمارهٔ ۱۱۵ مردان ایکس جدید (اوت ۲۰۰۱) حضور پیدا کرد. نام او برگرفته از ترانه‌ای به همین نام اثر گروه موسیقی مانستر مگنت است. او جهش‌یافته‌ای با توانایی‌های دورآگاهی و آینده بینی، و یکی از شاگردان نوجوان اما فراست در کلاس دورآگاهی بود.
برایانا هیلدبرند در فیلم‌های ددپول (۲۰۱۶) و ددپول ۲ (۲۰۱۸) وظیفه بازی در این نقش را، هرچند با ظاهری متفاوت و تغییراتی در توانایی‌های ابرانسانی نسبت به شخصیت کتاب کمیک بر عهده داشت. در نسخه سینمایی او یکی از اعضای گروه مردان ایکس و تحت آموزش شخصیت کلوسوس است.